# Lothar Pohl (Linguist)
Lothar Rudolf Pohl (* 17. April 1925 in Lučany nad Nisou (deutsch Ober Maxdorf), Okres Jablonec nad Nisou, Tschechoslowakei; † 1983) war ein deutscher Linguist und Hochschullehrer.

## Leben und Wirken
Nach dem Schulbesuch studierte Lothar Pohl und wurde 1957 zum Dr. phil. promoviert. 1961 wurde Pohl mit der Wahrnehmung einer Dozentur beauftragt. Er beschäftigte sich mit der Methodik des neusprachlichen Unterrichts und wurde Leiter der Abteilung Fremdsprachenmethodik des Instituts für Slavistik an der Universität Jena.

## Schriften (Auswahl)
- Studien zum Sprachgebrauch von Dorothy Leigh Sayers. Jena 1957.
- (Hrsg.): Theorie u. Praxis d. Fremdsprachenunterrichts. Jena 1969.
- Wortschatzauswahl und Wortschatzarbeit unter kommunikativ-funktionaler Sicht. Halle/S. 1974.
- (Hrsg.): Methodik Englisch- und Französischunterricht. Berlin 1978.
- Zu Wesen, Bedeutung und Faktoren des Rezeptionsprozesses in der Fremdsprachenausbildung. Wissenschaftliche Zeitschrift der Friedrich-Schiller-Universität, Jena, 1981, S. 653 ff.